# Евангелие святого Августина
Евангелие святого Августина (англ. St Augustine Gospels, CCCC MS. 286) — иллюминированный манускрипт Евангелия VI века, хранящийся в библиотеке Паркера, Корпус-Кристи. Согласно распространенной версии, манускрипт принадлежал святому Августину Кентерберийскому. Вероятно, старейшее сохранившееся иллюстрированное Евангелие, написанное на латыни.

## История манускрипта
Согласно наиболее распространенной версии, рукопись была создана в Италии в конце VI века и отправлена папой Григорием I Великим Августину Кентерберийскому в 601 году. Достоверно известно, что книга находилась в аббатстве Святого Августина в Кентербери в X веке — в это время в манускрипт были записаны несколько документов, касающихся бытовых вопросов аббатства. В XIII веке хронист Томас Спротт упоминает рукопись Евангелия, присланную папой Григорием, в числе имущества аббатства. Согласно Томасу Элмхему, автору хроник аббатства святого Августина, в XV веке манускрипт находился на алтаре и использовался в праздничных церемониях. После Тюдоровской секуляризации и расформирования аббатства в 1538 году, рукопись попала в коллекцию архиепископа Кентерберийского Мэттью Паркера, который в 1574 году, незадолго до своей смерти, завещал свою коллекцию рукописей в распоряжение Колледжа Корпус-Кристи в Кембридже.
Таким образом, со смерти Паркера в 1575 году рукопись хранится в Корпус-Кристи и на протяжении нескольких столетий не покидает стены колледжа. Впервые со времён Средневековья, в 1945 году, книга использовалась для церемонии интронизации архиепископа Кентерберийского, Джеффри Фишера. С тех пор манускрипт используется для интронизации каждого следующего архиепископа Кентерберийского. Кроме этого, манускрипт используется вне стен колледжа для особых церемоний — в 1982 году при визите папы Иоанна Павла II в Великобританию, в 1997 году во время празднования 1400-летия Григорианской миссии (отправки святого Августина в английские земли) и в 2023 году при коронации Карла III (вероятно, впервые в истории коронаций).
В рамках гранта фонда Эндрю Меллона, в 2009 году библиотека Паркера (в частности MS 286) была оцифрована, а в 2018 году был открыт свободный доступ к цифровой копии. В 2023 году рукопись была включена в британский реестр программы «Память мира».

## Описание

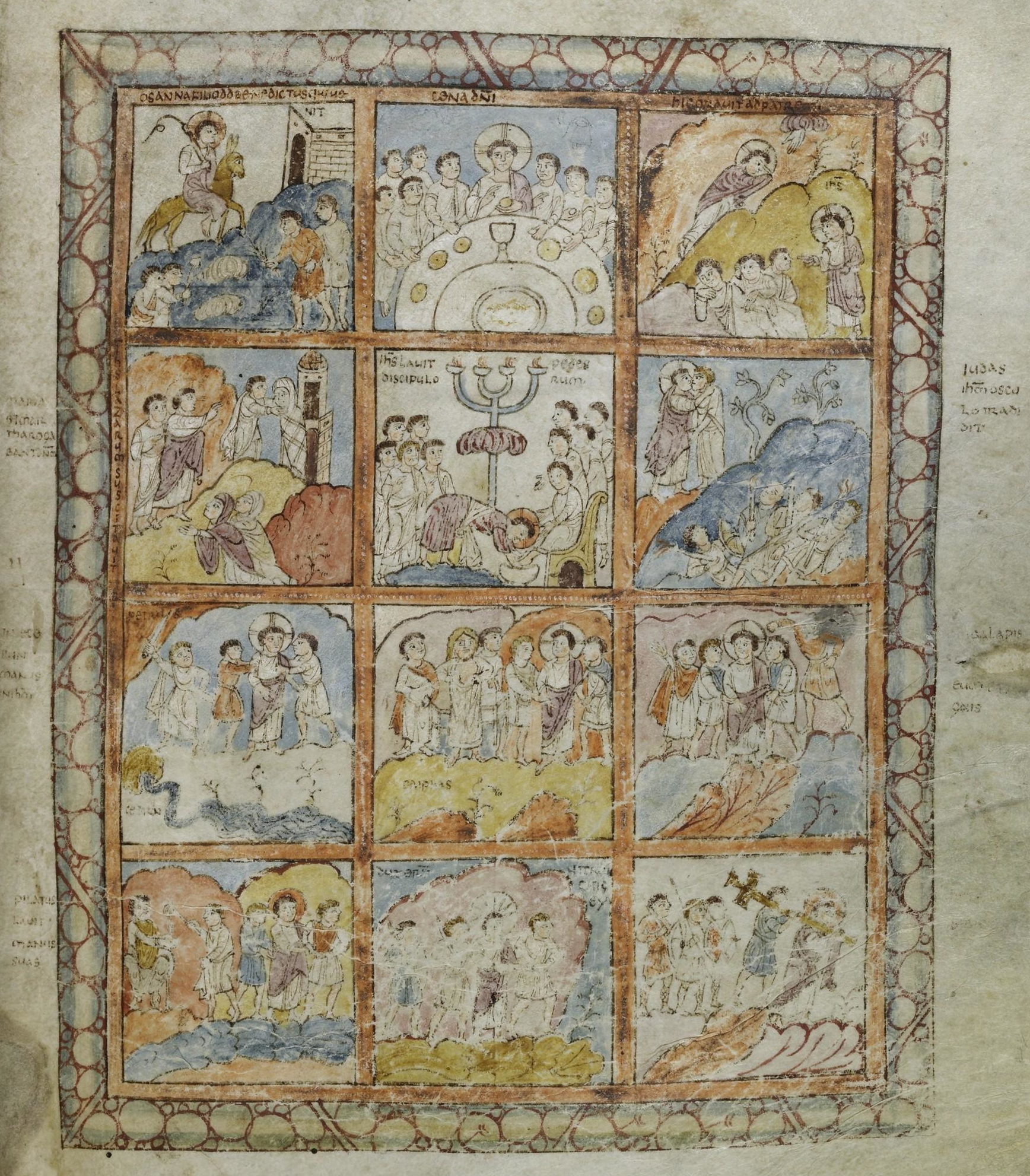
Сцены страстей Христовых с листа 125r

Рукопись представляет собой четыре Евангелия в переводе святого Иеронима с греческого оригинала на разговорную латынь Западной Европы (Вульгата) с незначительными вкраплениями старолатинских переводов. Сохранность рукописи высокая, однако в рукописи не хватает 22 листов. Отсутствует часть листов в начале — большей части первых трёх тетрадей, на которых, вероятно, были записаны пролог, десять таблиц канонов Евсевия, а также предисловие к Евангелию от Матвея. Судя по записям в хронике Элхема, в XV веке эти страницы ещё не были утрачены. Первый из сохранившихся листов начинается со списка заголовков перед Евангелием от Матфея; также отсутствует большинство листов с изображениями в начале каждого из Евангелий.
Размеры рукописи по разным источникам варьируются от 24,5 на 19 см до 26,7 на 21,6 см, толщина около 7,6 см. Страницы выполнены из тонко выделанной овечьей кожи. Выделка кожи неравномерная, иногда не самого высокого качества, на некоторых страницах заметны отверстия и стежки. Переплёт выполнен из гладких дубовых дощечек, чуть скошенных по внутренней кромке, с корешком из кремовой дубленой козьей кожи. Корешок рукописи разделен на шесть прямоугольников; в одном из них есть надпись из золотого тиснения MS 286, в другом — Мальтийский крест, внизу — буквы «C.C.C.C.» (сокращение от «колледж Корпус-Кристи в Кембридже»). В 1948—1949 годах в мастерской Британского музея для рукописи сделали новый переплет; к заднему форзацу книги прикреплена стандартная заметка Британского музея о количестве листов, датированная июлем 1948 года.
Судя по всему, при одном из переплётов два чистых листа из конца книги добавили в начало. На одном из этих листов, а также на нынешнем последнем листе остались следы (углубления и отверстия со ржавчиной) крепления застёжки книги, утраченной впоследствии.

### Текст
Основной текст написан итальянским унциалом в два столбца по 25 строк в каждом, без пробелов между словами. Шрифт написания слегка отличается между Евангелием от Марка и Евангелием от Луки, что даёт предположить о работе над книгой более чем одного писца. Помимо текста, на полях манускрипта встречаются маргиналии с изображением евангелистов. Предложения записаны так называемой схемой «по паузам» — первая строка предложения занимает всю ширину столбца, а следующие строки — более короткие; такая схема характерна для наиболее ранних списков Вульгаты и предназначена для чтения книги с листа. Текст остается достаточно читаемым, хотя некоторые буквы и строки выцвели до бледно-оранжевого. Первые буквы предложений выделены только размером, что отличает данную рукопись от более поздних, богато украшенных. Заканчивается манускрипт словами «DO GRATIAS SEPER AMEN» («Хвала Богу, во веки веков аминь»), в отличие от основного текста, записанные рустикой. На границе VII и VIII веков (во времена святого Адриана Кентерберийского) в манускрипт были добавлены исправления и уточнения, записанные островным минускулом — в основном это касалось исправления старолатинских вариантов в пользу Вульгаты. Изменения вписаны более тёмными чернилами.
В конце манускрипта, на пустых листах, хранится несколько позднейших записей — перечень реликвий аббатства, завещание имущества аббатству, составленное приблизительно в 850 году и порядка десяти земельных договоров, самый поздний из которых датируется XIII веком.

### Изображения

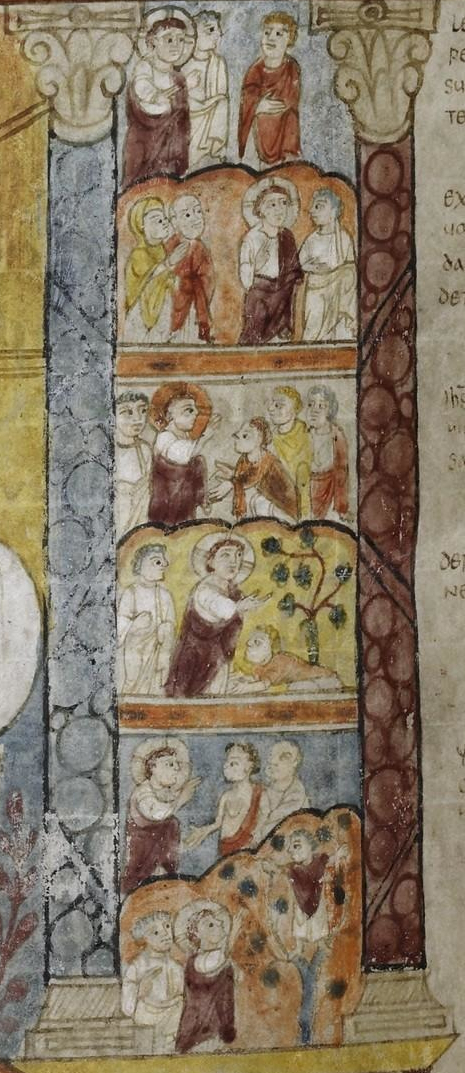
Правая колонна возле портрета Луки с листа 129v

Предполагается, что манускрипт имел как минимум 9 иллюстрированных страниц — по 2 иллюстрации перед каждым Евангелием и 1 в конце. К современности в манускрипте сохранились только изображения перед Евангелием от Луки. Лист 125r содержит полностраничную дидактическую миниатюру — в квадратных рамках изображены 12 сцен страстей Христовых, от входа в Иерусалим до несения креста в хронологическом порядке, а также сюжет о воскрешении Лазаря). Миниатюры не всегда точны — так, на сцене Тайной вечери изображены восемь апостолов вместо каноничных двенадцати, однако сцена продолжает быть узнаваемой. Предполагается, что целью миниатюр было продемонстрировать сюжеты неграмотным жителям, и богословская точность была для этого не обязательна.
Лист 129v содержит изображение самого Луки — евангелист сидит на троне под аркой, скрестив ноги и подперев рукой подбородок, с раскрытой книгой на коленях. Этот образ, вероятно, заимствован из поз греческих философов и редко встречается для изображения Луки. Над его головой, в верхней части тимпана, располагается его символ — бык, а по архитраву написана цитата о быке из «Пасхальной песни» поэта V века Седулия. На колоннах по бокам размещены изображения евангельских сцен из последующего Евангелия от Луки, по 6 с каждой стороны. Размеры этих изображений крайне невелики, что создает сложность в сопоставлении их конкретным сценам; все миниатюры были подписаны в VII—VIII веках, но корректность подписей вызывает сомнения. В целом композиция рисунка напоминает композицию таблиц Евсевия. Искусствовед Курт Вайцман отмечает, что у портрета Луки в этом манускрипте те же корни, что и у портрета Марка в Россанском кодексе, однако в портрете Луки куда заметнее западное и антично-римское влияние. Сами колонны раскрашены попеременно красным и зелёным и поддерживают арку над всей композицией. Цвета нанесены очень тонким слоем. Согласно данным спектроскопии, для рисунков использовалось три различных красных пигмента — коричневый гематит или красная охра, свинцовый сурик и киноварь; синий цвет нарисован растительным индиго; жёлтый цвет не опознан точно, но исключается использование аурипигмента.
От остальных изображений остались только следы краски на соприкасавшихся с ними страницах текста. Так, на первых сохранившихся страницах сохранились отпечатки краски от предполагаемого изображения Матфея; перед листом 78r, вероятно, находилось изображение Марка, так как на странице сохранились бледные следы рисунка. Аналогичные слабые отпечатки есть и для изображения Иоанна — однако расположены следы не перед началом Евангелия, а перед прологом. Последнее изображение было в конце рукописи, слабые оттиски изображения присутствуют на листе 215v.
Существует мнение, что изображения из Евангелия святого Августина были скопированы в Стокгольмский Золотой кодекс — Евангелие, созданное в середине VIII века в Кентербери и хранящееся ныне в Швеции. Таким образом можно представить, как выглядели изображения других евангелистов. Однако изображение Луки в Стокгольмском кодексе утрачено, так что прямое сравнение изображений оказывается невозможным. Помимо Стокгольмского кодекса, влияние заметно и на ряде других манускриптов, таких как Кентерберийское Евангелие VIII века (MS 16).
Композиция из рядов квадратных изображений неоднократно повторяется в последующих произведениях искусства. Так, исследователи отмечают большое сходство сцены Тайной вечери на верхних квадратах иллюстрации манустрикта и сцены на гобелене из Байё, где Одо, епископ Байё, за круглым столом благословляет чашу после высадки нормандцев в Певенси в сентябре 1066 года. В последующих иллюстрированных религиозных книгах повторяется такая же схема изображений из нескольких квадратов. Так, подобные форматы повторяются в нескольких Псалтирях и Евангелиях, написанных в Кентербери в XII—XIII веках. Ряд исследователей проводит параллели между изображением из манускрипта и структурой витражей Кентерберийского собора, созданных в конце XII века.

## Проблема атрибуции
Остается открытым вопрос, действительно ли рукопись могла принадлежать святому Августину. Первым подобное предположение высказал английский ученый Хамфри Уэнли в 1705 году. Его мнение было основано на записях Беды Достопочтенного, указавшего об отправке «множества книг» в 601 году от Григория Великого в подарок Августину, а также на описи аббатства XV века, где указывалось наличие двух Евангелий, присланных Григорием. В 1865 году рукопись осматривал Константин Тишендорф, нашедший двумя десятилетиями ранее Синайский кодекс. Он пришёл к выводу, что рукопись крайне напиминает Амиатинский кодекс, вследствие чего рукопись следует атрибутировать VI веком. Согласно современным исследователям, рукопись точно находилась в Англии уже в VII веке — об этом свидетельствуют исправления и подписи, сделанные характерным для того периода южноанглийским почерком. Помимо прочего, рукопись однозначно располагалась в аббатстве Августина в X веке — об этом говорят оставленные на пустых листах книги записи с перечнем имущества аббатства.
Кристофер де Амель, библиотекарь колледжа Корпус-Кристи, приводит ещё одно доказательство в пользу принадлежности книги святому Августину. Он указывает на исследование 1933 года Ганса Германа Глунца, в котором рассказывается, что текст данного манускрипта отличается от канонической Вульгаты в сторону старолатинских текстов (около 700 эпизодов разночтений, в основном несущественных). При этом все разночтения совпадают с предпочитаемыми вариантами Григория Великого; папа оставил после себя комментарии к Библии, и в ряде случаев он осознанно предпочитал оставлять старолатинские переводы. Таким образом, крайне вероятно, что данный манускрипт был создан именно по комментариям папы Григория, что является дополнительным аргументом в пользу атрибуции манускрипта святому Августину.
Тем не менее не все исследователи согласны с этим мнением. Милдред Бадни в 1997 году опубликовала работу, соотносящую манускрипт MS 286 с другим английским реликтом, так называемым Евангелием святой Милдрит, настоятельницы монастыря в Танете (графство Кент), умершей около 734 года. Эта версия менее вероятна: почти всё имущество монастыря в Танете попало в аббатство Августина в XI веке, что противоречит датировке записей на страницах манускрипта.